# Allard (Québec)
Pour les articles homonymes, voir Allard.
Allard est un village du Québec faisant partie de la municipalité de Nouvelle dans la MRC d'Avignon en Gaspésie–Îles-de-la-Madeleine.

### Source en ligne
- Commission de toponymie du Québec